# Herttoniemen yritysalue

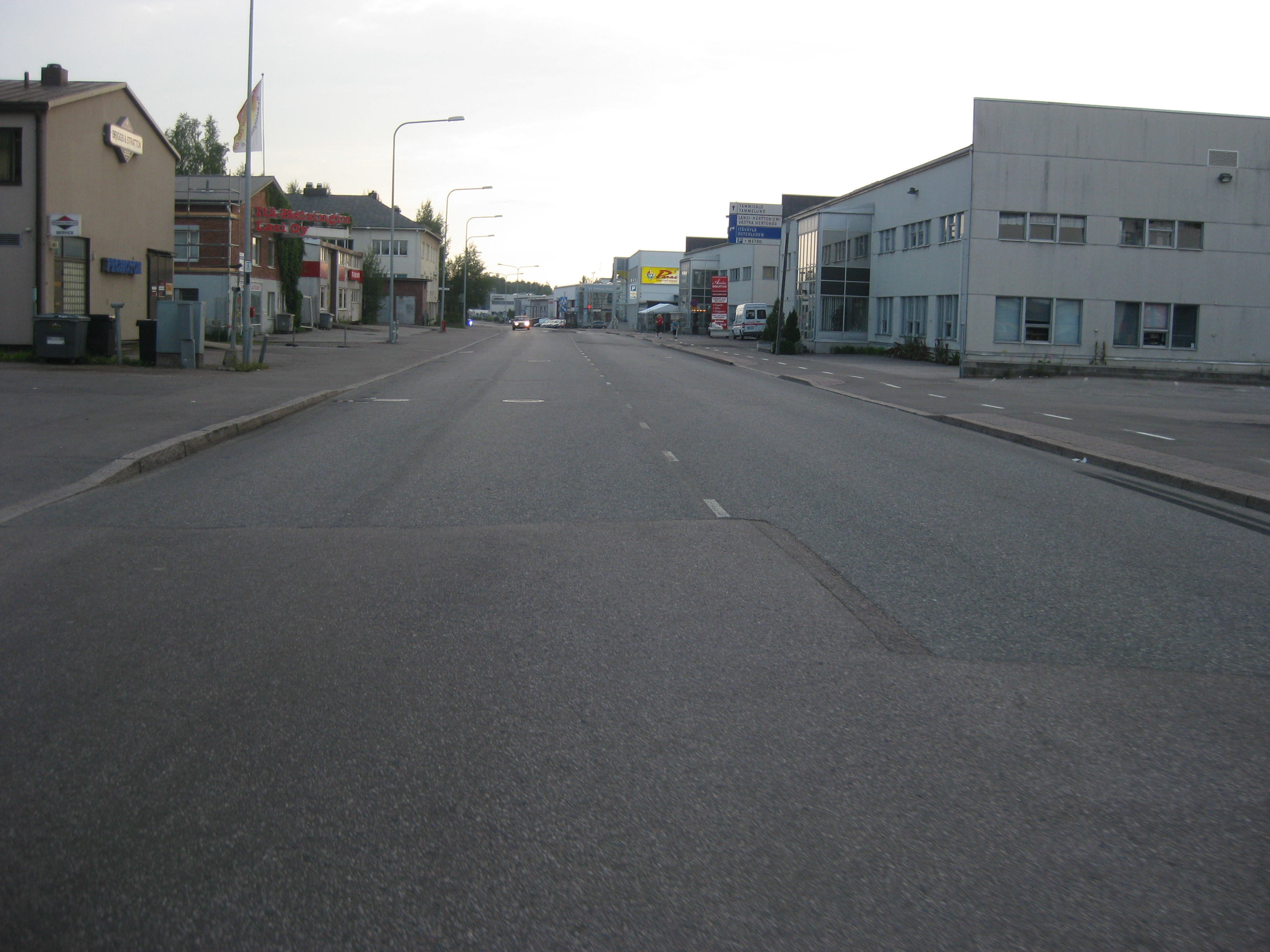
La rue Sahaajankatu.

Herttoniemen yritysalue (en suédois : Hertonäs företagsområde, en français : Parc d'affaires de Herttoniemi) est une section du quartier de Herttoniemi d'Helsinki, la capitale de la Finlande. Comme son nom l'indique, c'est une zone d'entreprises.

## Description
La section 'Herttoniemen yritysalue a une superficie est de 1,02 km2, accueille  8 016 habitants, sa population s'élève à 39 habitants(1.1.2010) et elle offre 5 592 emplois (31.12.2008).

## Galerie

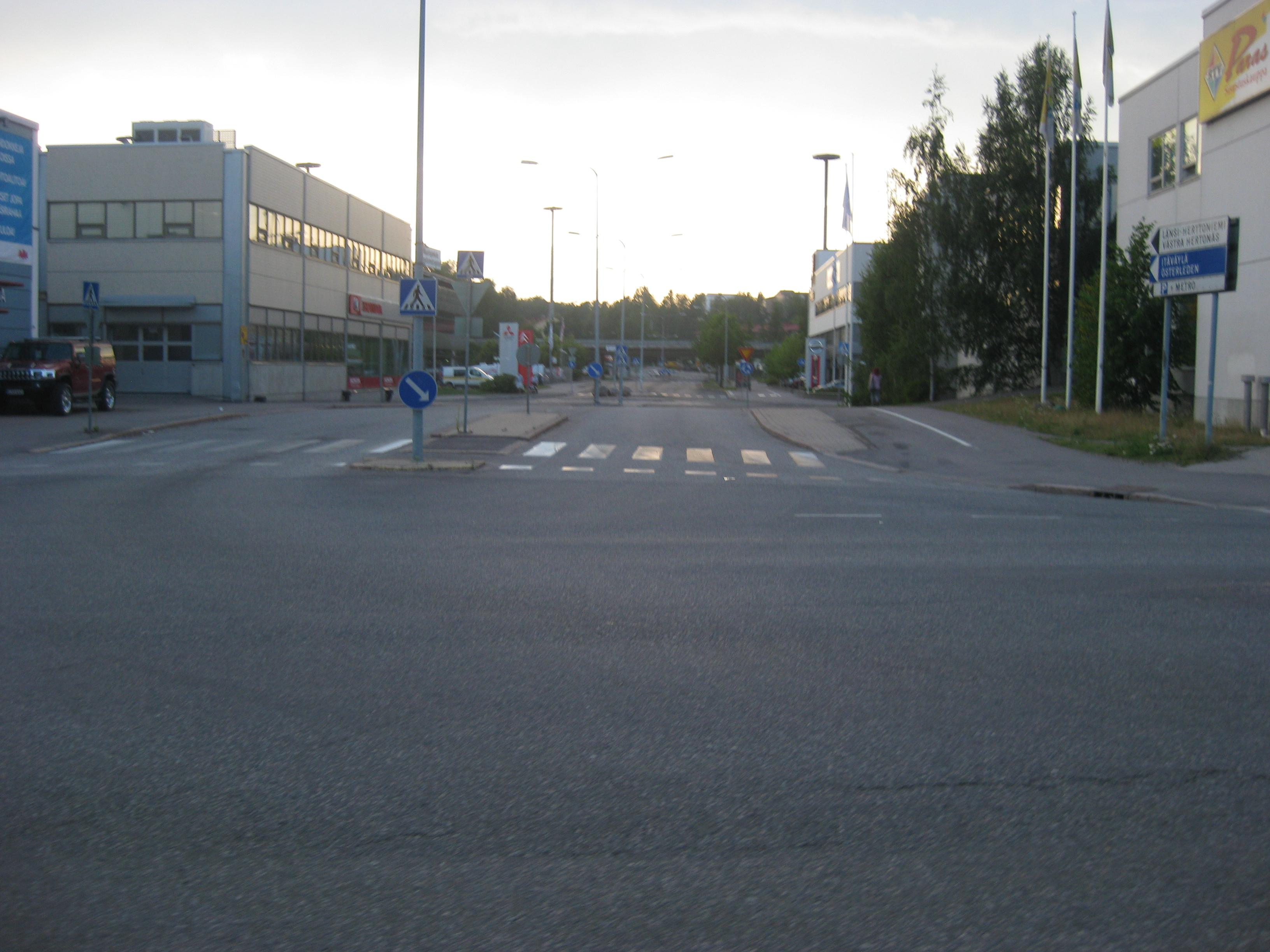
La rue Muuntajankatu.
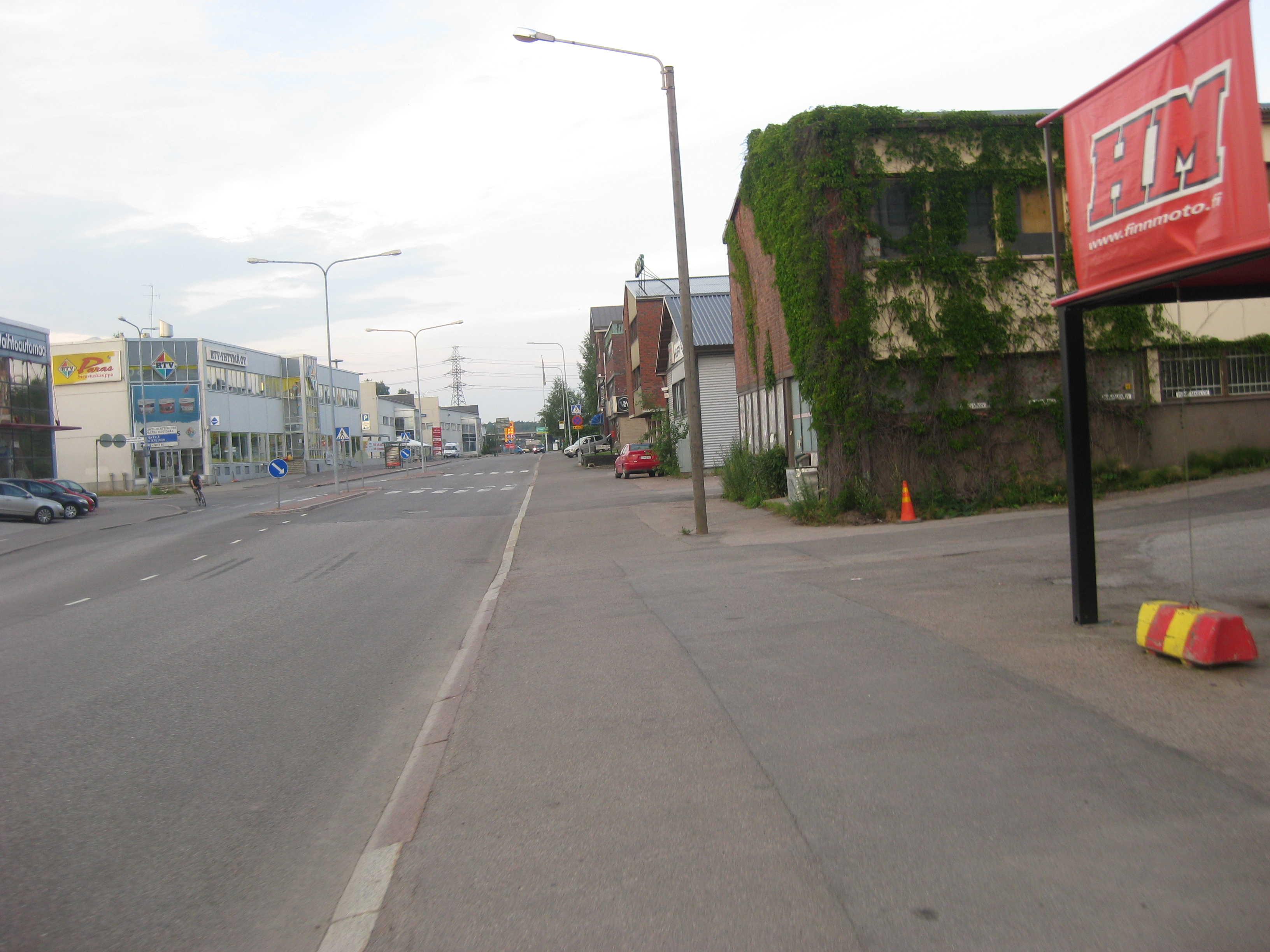
La rue Sahaajankatu.